# Pleurodiscidae
Pleurodiscidae — семейство брюхоногих моллюсков, живущих на суше. Описан единственный род — Pleurodiscus Wenz, 1919, с четырьмя видами. Раковины дисковидные с широким кончиком витка[уточнить], в диаметре около 10 мм. Распространены на островах Турции, северной части Туниса, Израиля, Сирии и Ливана, также встречается на Мальте. Интродуцированы в Великобританию, где обитают в оранжереях ботанических садов, и в Австралии.

## Систематика
В составе семейства:
- Pleurodiscus balmei (Potiez & Michaud, 1838)
- Pleurodiscus asteriscus Bank & Menkhorst, 1991
- Pleurodiscus cyprius (Kobelt 1896)
- Pleurodiscus sudensis (Pfeiffer 1846)